# چاه افضل (اردکان)
چاه افضل (اردکان)، روستایی از توابع بخش مرکزی شهرستان اردکان در استان یزد ایران است.

## جمعیت
این روستا در دهستان محمدیه قرار دارد و براساس سرشماری مرکز آمار ایران در سال ۱۳۸۵، جمعیت آن ۲۷۴ نفر (۶۲خانوار) بوده‌است.